# Gawory
Gawory (1145 m), Uszczawne lub Uszczawne Wyżne – szczyt w północnym grzbiecie Pilska w Beskidzie Żywiecko-Orawskim, pomiędzy szczytami Góra Hunców i Malorka. Grzbiet ten oddziela dolinę potoku Buczynka od doliny potoku Sopotnia. Stoki oraz szczyt porośnięte lasem świerkowym. Na zboczach liczne źródła zasilające okoliczne potoki. Szczyt Gawory położony jest na terenie Żywieckiego Parku Krajobrazowego.
Przez szczyt i grzbiet Gaworów biegnie granica między miejscowościami Sopotnia Wielka i Korbielów w województwie śląskim, w powiecie żywieckim, w gminie Jeleśnia oraz czarny szlak turystyczny z Krzyżowej. Poniżej szczytu (po jego południowej stronie) szlak ten łączy się ze szlakiem zielonym prowadzącym z Sopotni Wielkiej na Halę Miziową.

## Szlak turystyczny
Krzyżowa (poczta) – przełęcz Przysłopy – hala Uszczawne – hala Malorka – Gawory (skrzyżowanie ze szlakiem zielonym na Pilsko)
 Sopotnia Wielka – Gawory – Hala Jodłowcowa – Skałka – schronisko PTTK na Hali Miziowej